# Francesco Ruggiero (maratoneta)
Francesco "Frank" Silvio Fulvio Ruggiero (Campobasso, 22 novembre 1891 – Alexandria, 9 giugno 1966) è stato un maratoneta italiano.

## Biografia
Nato nel 1891 a Campobasso, emigrò in seguito negli Stati Uniti, andando a vivere a New York.
A 20 anni partecipò ai Giochi olimpici di Stoccolma 1912, rappresentando l'Italia, nella maratona, non riuscendo ad arrivare al traguardo.
Morì nel 1966, a 74 anni.

## Palmarès
| Anno | Manifestazione  | Sede      | Evento   | Risultato | Prestazione | Note |
| ---- | --------------- | --------- | -------- | --------- | ----------- | ---- |
| 1912 | Giochi olimpici | Stoccolma | Maratona | dnf       | dnf         |      |